# 勁文社

株式会社勁文社（けいぶんしゃ）は、かつて存在した日本の出版社である。「ケイブンシャの大百科シリーズ」「ケイブンシャ文庫」など表紙やカバー、またレーベル名では片仮名表記のケイブンシャをもっぱら使用していた。
1961年（昭和36年）に設立され、『原色怪獣怪人大百科』がベストセラーになるなど、 子供向け娯楽情報書籍に強かったが、2002年（平成14年）に経営破綻した。

## 沿革
講談社の国民雑誌「キング」の編集長などを歴任した加納勲が、1960年（昭和35年）8月に創設。1961年（昭和36年）2月14日に法人化。創業時の勁文社は主にソノシートを専門に取り扱っていた。
1971年（昭和46年）12月、時の怪獣ブームの中で『原色怪獣怪人大百科』を刊行し、大ヒットを飛ばした。これはA3判の両面に印刷した用紙を八つ折りにし、それを数十枚函に収めた無綴じの書籍である。編集を担当したのは、のちにノンフィクションライターとなる佐野眞一と、特撮映画研究家となる竹内博。社の近くの連れ込み旅館にこもり、このヒット作を作り上げた。
その後、佐野は組合問題などから同社を退社する。『原色怪獣怪人大百科』は一般的な造本を採用し、『全怪獣怪人大百科』と改題して年鑑形式の刊行を続け、いわゆる子供向けの文庫本「ケイブンシャの大百科」シリーズとして発展していった。この大百科シリーズは怪獣以外にも、プロ野球、アイドル、釣り、鉄道、自動車、ラジコン、昆虫、天体、特撮ヒーロー、アニメ、カンフー映画、心霊・ホラー、推理クイズなど、小学生くらいまでの男児が特に好みそうなジャンルを網羅しており、小学館（コロタン文庫）などの大手出版社が追随するほどの大ヒットシリーズとなった。1984年（昭和59年）にファミリーコンピュータのブームが到来してからは、ゲームソフトごとに特集を細分化させた「ファミリーコンピュータ・ゲーム必勝法シリーズ」も刊行開始。また、1970年代から1980年代にかけて雑誌、一般書、ノベルズ、ゲームブック、成年対象の文庫本にも進出し、勁文社は中堅出版社としての地位を築き上げた。
特に怪獣・特撮関係の書類に関しては、当時の最新作のみならず旧作まで余すところなく紹介するという、マニアックな作りだった。また1990年（平成2年）には、大百科シリーズのノウハウを大人向けの書籍に生かした『全怪獣怪人』を上下巻で刊行している。さらに、1992年（平成4年）には大百科シリーズの別冊として特撮映画専門雑誌『ゴジラマガジン』を創刊した。
しかしその後、金融引き締め政策の余波を受け経営に苦しんだ。2002年（平成14年）4月19日、東京地方裁判所に民事再生手続開始申立を行い、経営破綻した。負債総額は約26億円と報じられた。
勁文社は佐野の他にも、コラムニストの綱島理友、作家の馳星周、エッセイストの千石涼太郎などを輩出している。

### 破綻時のデータ
- 所在地 - 東京都中野区本町3丁目32番15号
- 資本金 - 8,000万円
- 代表取締役社長 - 加納将光
- グループ会社 - 株式会社エコーエンタープライズ、蔵王温泉エコーホテル、青根温泉エコーホテル、有限会社ブックロード

## 主な刊行物
- ケイブンシャの大百科
- De☆View - 雑誌。倒産後はオリコン・エンタテインメントより刊行
- ゴジラマガジン - 特撮映画専門雑誌
- ヤングアイドルナウ - 基本的に1号ごとに一人のタレントに照準を当てた特集を組んだムック。ブルース・リー、ジャッキー・チェン、キッス、ザ・ランナウェイズ等の海外スターや「スーパーカー」・「SL」・「ヨーロッパの特急」を特集した号もあった。1973年創刊。
- グリーンドア文庫 - 官能小説
- ケイブンシャ文庫
- ケイブンシャノベルス
- コミックギルド（1994年 - 1995年）

### 攻略本

#### ゲーム必勝法シリーズ
1. ゼビウス
2. エキサイトバイク/アイスクライマー
3. バンゲリングベイ
4. チャンピオンシップロードランナー
5. サッカー/ゴルフ/ベースボール
6. スターフォース
7. ドルアーガの塔
8. バトルシティー
9. アナザードルアーガの塔
10. スーパーマリオブラザーズ
11. チャレンジャー
12. パックランド
13. スターラスター
14. ボンバーマン
15. ツインビー
16. グーニーズ
17. ゼルダの伝説
18. 影の伝説
19. 謎の村雨城
20. B-WINGS
21. スーパーチャイニーズ
22. スーパーマリオブラザーズ2
23. バベルの塔
24. ワルキューレの冒険
25. メトロイド
26. スーパーゼビウス
27. スペースハンター
28. マッピーランド
29. ディーヴァ
30. デッドゾーン
31. ドラゴンバスター
32. パルテナの鏡
33. リンクの冒険
34. アルカノイド
35. 裏ゼルダの伝説
36. ゴルフJAPANコース
37. 南国指令!!スパイvsスパイ
38. ダーティペア
39. 新宿中央公園殺人事件
40. 勇士の紋章
41. ヘラクレスの栄光
42. ゴルフUSコース
43. ファンタジーゾーン
44. モンティのドキドキ大脱走（英語版）
45. クレオパトラの魔宝
46. 大魔司教ガリウス
47. フォトン
48. 新・鬼ヶ島 前編
49. カリーンの剣
50. 新・鬼ヶ島 後編
51. SDガンダムワールド ガチャポン戦士
52. 京都龍の寺殺人事件
53. 銀河の三人
54. 中山美穂のトキメキハイスクール
55. 横浜港連続殺人事件
56. 武田信玄
57. 独眼竜政宗
58. エリュシオン
59. ディープダンジョンIII 勇士への旅
60. ファミコン探偵倶楽部 消えた後継者 前編
61. サラダの国のトマト姫
62. 妖怪道中記
63. 太陽の神殿
64. ファミコンウォーズ
65. ファミコン探偵倶楽部 消えた後継者 後編
66. 不如帰 (ホトトギス)
67. えりかとさとるの夢冒険
68. 源平討魔伝
69. 危険な二人 前編
70. 半熟英雄
71. 危険な二人 後編
72. 京都花の密室殺人事件
73. じゃじゃ丸忍法帳

- ファミリーコンピュータ必勝スペシャル
- FC版 甲竜伝説ヴィルガスト外伝
- ファミリーコンピュータ必勝法スペシャル
  - ファミコン探偵倶楽部PartII うしろに立つ少女（前編）
  - ファミコン探偵倶楽部PartII うしろに立つ少女（後編）
  - 新・燃えろ!!プロ野球
  - 甲子園
  - ふぁみこんむかし話 遊遊記 前編
  - ふぁみこんむかし話 遊遊記 後編
  - スクウェアのトム・ソーヤ
  - ドクターマリオ
  - A列車で行こう
  - 山村美紗サスペンス 京都財テク殺人事件
  - スーパーチャイニーズ3
  - 高橋名人の冒険島II
  - ウルトラマン倶楽部怪獣大決戦!!
  - タイムツイスト
  - 第2次スーパーロボット大戦
  - ファイアーエムブレム外伝
  - SDバトル大相撲 平成ヒーロー場所
  - レッドアリーマーII
  - グレイトバトルサイバー
  - バトルベースボール
  - 烈火のごとく天下を盗れ!
  - 女神転生
  - 完ペキ版スーパーマリオブラザーズ3特別号
  - 決定版スーパーマリオブラザーズ3特別号
  - ファイナルファンタジーII
  - MOTHER
  - ゼルダの伝説
- おたくの星座 フィシャルファンブック
- ファミリーコンピュータゲームカタログ 
  - ファミリーコンピュータゲームカタログ パート2
- ケイブンシャの大百科
  - スーパーチャイニーズ大百科
  - ファミリーコンピュータ大百科
  - ファミリーコンピュータ2大百科
  - ファミリーコンピュータつくり面大百科
  - ファミリーコンピュータ全ゲームカタログ大百科
  - ファミリーコンピュータ3大百科
  - ファミリーコンピュータ4大百科
  - ファミリーコンピュータ5大百科
  - ファミリーコンピュータ6大百科
  - ファミリーコンピュータ7大百科
  - ファミリーコンピュータ8大百科
  - ファミリーコンピュータ9大百科
  - SEGAメガドライブ大百科
  - SEGAメガドライブ必勝大百科
  - PCエンジン大百科
  - スーパーマリオ1・2・3大百科
- ファービークラブ1・2・3・4（TOMYオフィシャルガイドブック）
- ゲームボーイ必勝スペシャル
  - プロレス
  - スーパーマリオランド2 6つの金貨
  - ONI II 隠忍伝説
  - SDガンダム SD戦国伝3 地上最強編
  - ゼルダの伝説 夢をみる島
  - ブレイブサーガ 新章 アスタリア
- ファミリーコンピュータ必勝スペシャル
  - F-ZERO
  - スーパーマリオワールド
  - パイロットウイングス
  - SDザ・グレイトバトル 新たなる挑戦
  - ジャンボ尾崎のホールインワン
  - ジャレコラリー ビッグラン
  - シムシティ
  - ガデュリン
  - スーパーウルトラベースボール
  - バトルドッジボール 闘球大激突!
  - ゼルダの伝説 神々のトライフォース
  - スーパーワギャンランド
  - スーパーファイヤープロレスリング
  - スーパーチャイニーズワールド
  - ザ・グレイトバトルII ラストファイターツイン
  - ライトファンタジー
  - スーパーマリオカート
  - スーパーガチャポンワールド SDガンダムX
  - ロードモナーク
  - ヒーロー戦記 プロジェクト オリュンポス
  - バトルサッカー フィールドの覇者
  - 弁慶外伝 沙の章
  - ウォーリーをさがせ!絵本の国の大冒険
  - ザ・グレイトバトルIII
  - スーパーマリオコレクション
  - スーパーチャイニーズワールド2 宇宙一武闘大会
  - ロックマンズサッカー
  - デモンズ・ブレイゾン 魔界村 紋章編
  - スーパードンキーコング
  - ゴジラ 怪獣大決戦
  - スーパーレッスルエンジェルス
  - ザ・グレイトバトルIV
  - 龍虎の拳2
  - アルバートオデッセイII 邪神の胎動
  - スーパーファイヤープロレスリングSPECIAL
  - 首都高バトル2 ドリフトキング 土屋圭市&坂東正明
  - 第4次スーパーロボット大戦
  - バトルレーサーズ
  - ロックマン7 宿命の対決!
  - 旧約・女神転生
  - 新SD戦国伝 大将軍列伝
  - す〜ぱ〜なぞぷよ ルルーのルー
  - グランヒストリア 〜幻史世界記〜
  - スーパーファイヤープロレスリング クイーンズスペシャル
  - 学校であった怖い話
  - スーパーマリオ ヨッシーアイランド
  - すーぱーぐっすんおよよ
  - バトルロボット烈伝
  - バウンティ・ソード
  - 超兄貴 爆烈乱闘篇
  - 魔天伝説 戦慄のオーパーツ
  - スーパードンキーコング2 ディクシー&ディディー
  - ゼロヨンチャンプRR-Z
  - ロックマンX3
  - す〜ぱ〜ぷよぷよ通
  - プリンセスメーカー Legend of Another World
  - SDガンダムGNEXT
  - 幕末降臨伝ONI
  - 晦-つきこもり
  - カオスシード〜風水回廊記〜
  - スーパーロボット大戦外伝 魔装機神 THE LORD OF ELEMENTAL
  - スーファミターボ専用 SDガンダムジェネレーション 一年戦争記
  - スーファミターボ専用 SDガンダムジェネレーション グリプス戦記
  - エナジーブレイカー
  - スーファミターボ専用 SDガンダムジェネレーション アクシズ戦記
  - スーファミターボ専用 SDガンダムジェネレーション バビロニア建国戦記
  - スーファミターボ専用 SDガンダムジェネレーション ザンスカール戦記
  - スーファミターボ専用 SDガンダムジェネレーション コロニー格闘記
  - マーヴェラス 〜もうひとつの宝島〜
  - スーパードンキーコング3 謎のクレミス島

### 4コマランド
- 4コマランド ゴジラワールド 1993年
- ファミコン4コマランド スーパーマリオ&ゼルダの伝説 1993年
- 4コマランド スーパーマリオ 1994年
- 4コマランド マリオとワリオ 1994年
- 4コマランド スーパードンキーコング 1995年

### その他
- F1大百科
- DTM必勝法
- ウンチの大百科

## 関連書籍
勁文社の経営破綻後に刊行された書籍。
- 黒沢哲哉編著『よみがえるケイブンシャの大百科 伝説の70〜80年代バイブル』（2014年10月、いそっぷ社、ISBN 978-4900963641）
- 有田シュン編著『よみがえるケイブンシャの大百科 完結編 伝説の90〜2000年代バイブル』（2015年11月、いそっぷ社、ISBN 978-4900963696）